# 4400 – Die Rückkehrer
4400 – Die Rückkehrer (englisch The 4400) ist eine US-amerikanische Mystery- und Sci-Fi-Serie. Ursprünglich war sie als fünfteilige Miniserie konzipiert und wurde erstmals ab dem 11. Juli 2004 auf dem US-Kabelsender USA Network ausgestrahlt. Nach dem großen Erfolg wurden drei weitere Staffeln in Auftrag gegeben. Erdacht wurde die Serie von Scott Peters und René Echevarria, produziert von Francis Ford Coppola.

## Handlung
Nach einer Kometenerscheinung tauchen in der Nähe von Seattle, WA im Norden der USA 4400 Männer, Frauen und Kinder wieder auf, die zwischen 1946 und 2004 verschwunden waren. Keiner der Rückkehrer (zusammen „Die 4400“ genannt) kann sich erinnern, was mit ihm passiert ist, und sie sind alle seit ihrer „Entführung“ nicht gealtert. Vieles hat sich für die 4400 Männer und Frauen geändert, so sind beispielsweise Verwandte und Freunde gestorben oder haben sich ein völlig neues Leben aufgebaut, in dem für die Rückkehrer kein Platz mehr ist. Zudem steht die Mehrheit der Bevölkerung ihnen misstrauisch gegenüber. Nach und nach entwickeln alle Rückkehrer besondere, übersinnliche Fähigkeiten, jeder eine andere.
Das „National Threat Assessment Command“ (NTAC), eine Abteilung der Homeland Security, bildet ein Team, um zu untersuchen, was mit den 4400 passiert ist, und versucht zugleich, die Konflikte mit der Bevölkerung zu lösen.
Auf der anderen Seite schließen sich einige der 4400 unter der Führung des charismatischen Millionärs Jordan Collier, der ebenfalls entführt wurde, zusammen, um herauszufinden, was mit ihnen passiert ist, und um sich vor Übergriffen durch die Bevölkerung zu schützen.
Bald zeigt sich, dass die Taten, welche die Rückkehrer bewusst oder unbewusst mit ihren neuen Fähigkeiten vollbringen, umfassende Auswirkungen haben, die als „Welleneffekt“ bezeichnet werden. Ihnen und dem NTAC-Team stellt sich die Frage, ob ein großer Plan dahinter steckt.
Am Ende der ersten Staffel stellt sich heraus, dass die 4400 nicht von Außerirdischen entführt wurden, wie viele glaubten, sondern von Menschen aus der Zukunft. Die 4400 wurden entführt und mit besonderen Gaben zurückgeschickt, um Katastrophen der Menschheit in der Zukunft zu verhindern.

## Figuren

### Homeland Security
Tom Baldwin ist Agent der NTAC und hat die Aufgabe, die Geheimnisse um die 4400 zu lösen. Er ist persönlich eng mit den Rückkehrern verbunden, da einer von ihnen (Shawn) sein Neffe ist und sein Sohn Kyle im Koma liegt, seit Shawn entführt wurde. Tom lebt am Beginn der Serie in Scheidung und geht später eine Beziehung mit einer der 4400 ein.
Diana Skouris ist Wissenschaftlerin und wird Tom Baldwin als Partnerin zugeteilt. Anfangs betrachtet sie die Rückkehrer als Gefahrenherde, die gefährliche und bisher unbekannte Krankheiten in sich tragen könnten, doch dann freundet sie sich mit der kleinen Rückkehrerin Maia Rutledge an und adoptiert diese.
Marco Pacella ist das Genie bei den Ermittlern. Er unterstützt das Team immer durch seine meist kompetenten, technischen Ratschläge. Seine Bindung zum Team wird mehr durch Diana geprägt, später beginnt er mit ihr sogar eine Beziehung.
Dennis Ryland ist anfänglich Chef der Pacific Northwest Division der NTAC, demnach auch von Tom und Diana. Nach einigen Folgen wird er vorübergehend von Nina Jarvis abgelöst, doch als diese bei einem Angriff auf die NTAC angeschossen wird, übernimmt er zeitweise wieder die Führung der NTAC – zu Beginn des „Promizinhemmer-Skandals“.
Nina Jarvis ist nach Dennis Ryland die neue Chefin der Pacific Northwest Division. Sie ist charakterlich nicht so locker wie ihr Vorgänger und sieht manche Dinge etwas ernster. Sie wird während des „Promizinhemmer-Skandals“ von Dennis vertreten, da sie bei einem Angriff auf das NTAC angeschossen wurde.

### 4400-Zentrum
Das 4400-Zentrum wurde von Jordan Collier gegründet. Seine Struktur hat große Ähnlichkeit mit modernen Sekten. Die Mitglieder betrachten sich als eine Religionsgemeinschaft und bieten Seminare an, in deren Verlauf man zum Schlüsselträger werden kann. Obwohl diese Seminare nur für Rückkehrer eingerichtet wurden, ermöglicht Collier schließlich jedem, an den Seminaren teilzunehmen, um die jeweils eigene Fähigkeit zu entdecken. Durch die hohen Teilnahmegebühren entsteht für viele der Glaube, Collier ginge es rein um wirtschaftlichen Profit.
Jordan Collier: der Multimillionär verschwand 2002. Er lässt für die 4400 eine eigene Siedlung anlegen und scheut keine Kosten und Mühen, um die Rückkehrer zu versorgen. Besonderes Interesse zeigt er an Lily und ihrem ungeborenen Baby. Er wird bei einer Feier anscheinend von Kyle Baldwin erschossen, taucht jedoch einige Monate später lebendig am Highland Beach auf.
Matthew Ross taucht nach dem Tod von Jordan Collier als Unterstützung für Shawn Farrell auf. Er übernimmt die Innenpolitik der 4400-Zentren, nachdem Jordan ihn vor seinem Tod hierum gebeten hatte. Er behauptet, die Rolle jedes Einzelnen der 4400 zu kennen. Matthew ähnelt Jordan charakterlich, jedoch mag Shawn ihn weniger.
Kevin Burkhoff war ein weltberühmter Wissenschaftler, bevor er einen Nervenzusammenbruch erlitt. Daraufhin wurde er in eine Psychiatrie eingeliefert. Er wurde aber vom Anblick der Konstruktion einer schizophrenen Rückkehrerin – Tess Doermer – geheilt. Es wird vermutet, dass er der „Vater“ der 4400-Technologie sein wird. Später wurde er Mitarbeiter in dem 4400-Zentrum und ging seinen Forschungen weiter nach. Er entdeckte das „Promizin“, was anscheinend der Auslöser der 4400-Fähigkeiten ist und machte damit einige (Selbst-)Versuche.
Isabelle Tyler ist die Tochter der Rückkehrer Richard Tyler und Lily Moore. Sie wurde erst nach deren Rückkehr geboren und besitzt alle Fähigkeiten der 4400. Ihre Fähigkeiten nutzte sie als Kleinkind, um ihre Eltern zu schützen oder zu manipulieren. Nach einer rapiden Alterung, bei der ihre Mutter starb, versucht sie als erwachsene Frau, ihre Fähigkeiten weiterzuentwickeln und macht sich Gedanken über ihre Rolle in der Zukunft. Matthew Ross schreibt ihr eine besondere Bedeutung unter den Rückkehrern zu.
Richard Tyler ist ein afroamerikanischer Soldat, der am 11. Mai 1951 während des Koreakrieges verschwand. Vor seinem Verschwinden hatte er eine Beziehung mit einer weißen Frau namens Lily, was damals ein Skandal war. Nach seiner Rückkehr lernt Richard Lilys Enkelin kennen, die ebenfalls Lily heißt und ebenfalls zu den 4400 gehört. Richard und Lily werden ein Paar. Bald verdichten sich die Hinweise, dass Richard der Vater von Lilys ungeborenem Kind ist, das irgendwann nach ihrer Entführung gezeugt worden sein muss. Kurzzeitig übernimmt er auch die Führung der 4400-Zentren, während des „Promizinhemmer-Skandals“.
Lily Moore verschwand im Jahr 1993. Nach ihrer Rückkehr muss sie sich damit auseinandersetzen, dass ihr Ehemann Brian inzwischen eine andere Frau geheiratet hat und ihre Tochter Heidi, die bei Lilys Entführung noch ein Baby war, mittlerweile elf Jahre alt ist und mit Brians zweiter Frau eine neue Mutter hat. Trost findet Lily bei Richard, in den sie sich verliebt. Bald stellt sich heraus, dass sie während der Entführung schwanger geworden ist. Der Charakter scheidet am Beginn der 3. Staffel aus, indem ihre Tochter Isabelle einen rapiden Alterungsprozess durchmacht, der dazu führt, dass auch Lily rapide altert und schließlich stirbt.
Shawn Farrell: Tom Baldwins Neffe verschwand 2001. Nach seiner Rückkehr kann er Menschen sowohl heilen als auch schwächen oder sogar töten, indem er ihnen die Lebensenergie aussaugt. Als Shawn verschwand, war er mit seinem Cousin, Toms Sohn Kyle, zusammen, der danach ins Koma fiel. Shawn muss sich damit auseinandersetzen, dass sein jüngerer Bruder jetzt im gleichen biologischen Alter wie er ist und alle seine Freunde mittlerweile erwachsen sind. Er schließt sich als einer der ersten Jordan Collier an und stellt seine Fähigkeiten zur Finanzierung des 4400-Zentrums gegen Geld zur Verfügung. Nach Colliers Tod leitet er das Zentrum und wird zu einer Schlüsselfigur für die 4400. Er gerät jedoch in Konflikte mit der radikalen 4400-Organisation „Nova“, als er diese wegen eines vermeintlich bevorstehenden Anschlags an die NTAC verrät.

### Die Rückkehrer
Alana Mareva ist die neue Frau von Tom Baldwin. Ihr Sohn und ehemaliger Ehemann starben bei einem Autounfall kurz vor ihrer Entführung. Sie besitzt eine eigene Kunstgalerie und hat die Fähigkeit, alternative Realitäten aus Erinnerungen anderer Menschen zu erschaffen. Alana und Tom Baldwin lernten sich in einer solchen kennen und lebten in dieser alternativen Realität acht Jahre lang als Paar. Diese Realität wurde durch eine „Verkupplungsaktion“ der Entführer erschaffen. In der wahren Realität wollen die beiden noch einmal von vorne beginnen und bauen erneut eine Beziehung auf. Am Ende von Staffel 3 wird sie von den Personen aus der Zukunft entführt.
Maia Rutledge bzw. Maia Skouris: das 8-jährige Mädchen verschwand am 3. März 1946. Nach ihrer Rückkehr besitzt sie die Fähigkeit, in die Zukunft zu sehen und verschreckt damit ihre Pflegeeltern. Schließlich nimmt Diana die kleine Maia auf. Durch ihre Fähigkeit und Geschichte fällt es ihr zunächst schwer Kontakte zu Gleichaltrigen zu knüpfen. Erst als sie in die speziell für Rückkehrer eingerichtete Schule des 4400-Zentrums wechselt, findet sie dort Freunde und lernt sich selbst zu akzeptieren.

### Die Nova-Gruppe
Eine Organisation, die in der zweiten Staffel aktiv wird, jedoch erst in der dritten ihr Gesicht zeigt.
Daniel Armand ist der Kopf der Nova, einer radikalen Gruppe zum Schutz der 4400. Er ist verärgert über die Beteiligung der Regierung am Promizinhemmer-Skandal. Er verübt mit seiner Gruppe Anschläge auf die Mitglieder der Regierung, demonstriert aber auch die positiven Fähigkeiten der 4400, um der „normalen“ Menschheit zu zeigen, welches Potential die 4400 als Freunde wie als Feinde haben.
Gary Navarro ist ein weiterer Rückkehrer, der vor seiner Entführung ein sehr guter Baseballspieler war. Seine besondere Fähigkeit ist es, die Gedanken anderer Menschen zu lesen. Seine Fähigkeit sollte er für die NTAC gegen die 4400-Zentren einsetzen, um die Pläne von Jordan Collier aufzudecken. Er wurde aber von der NTAC sehr enttäuscht, da sie ihm ihre Hilfe versprach, wenn er für sie verdeckt ermittelt. Die Hilfe hatte er aber nicht bekommen. Somit war es für Daniel Armand leicht, ihn für die Nova-Gruppe zu gewinnen.
T.J. Kim ist eine Rückkehrerin. Ihre Fähigkeit ist es, über ein selbst erzeugtes Audiosignal das Adrenalin bei Männern zu steigern. Diese Fähigkeit nutzte sie bei einem Angriff auf die NTAC mit fünf Toten und vielen Verletzten.

### Weitere wichtige Figuren
Kyle Baldwin ist der Sohn von Tom Baldwin und lag seit der Entführung von Shawn Farrell, seinem Cousin, im Koma. Er wurde später von Shawn aus dem Koma geholt. Er wurde aber von den Entführern verändert und diese übernehmen in bestimmten Fällen sein Bewusstsein, um ins Geschehen einzugreifen. In einem dieser Momente erschoss Kyle Jordan Collier und ging für diese Tat später freiwillig ins Gefängnis. Als der totgeglaubte Collier wieder auftaucht, wird Kyle aus dem Gefängnis entlassen. Später, zu Beginn der vierten Staffel, erfährt man, dass Kyle sich den Promizinwirkstoff Colliers injiziert hat.
Seine Fähigkeit, die er erst nach einer Weile als solche erkennt, ist das Visionieren: ein junges Mädchen namens Cassie führt ihn zu Antworten, auf die er ohne sie nie gekommen wäre.
In einer Prophezeiung wird Kyle auch als der Schamane bezeichnet, der dem Propheten (Collier) und dem Heiler (Shawn) mit seinen Visionen den Weg weist.

## Besetzung

### In den Hauptrollen
| Schauspieler           | Rolle          | Synchronsprecher | Hauptrolle | Gastrolle |
| ---------------------- | -------------- | ---------------- | ---------- | --------- |
| Joel Gretsch           | Tom Baldwin    | Frank Röth       | 1–4        |           |
| Jacqueline McKenzie    | Diana Skouris  | Claudia Lössl    | 1–4        |           |
| Patrick Flueger        | Shawn Farrell  | Johannes Raspe   | 1–4        |           |
| Mahershalalhashbaz Ali | Richard Tyler  | Ole Pfennig      | 1–3        | 4         |
| Chad Faust             | Kyle Baldwin   | Manuel Straube   | 1–2, 4     | 3         |
| Laura Allen            | Lily Moore     | Angela Wiederhut | 1–2        | 4         |
| Kaj-Erik Eriksen       | Danny Farrell  | Jan Makino       | 1          | 2–4       |
| Peter Coyote           | Dennis Ryland  | Walter von Hauff | 1          | 2–3       |
| Brooke Nevin           | Nikki Hudson   | Farina Brock     | 1          | 2–3       |
| Conchita Campbell      | Maia Rutledge  | Lara Wurmer      | 2–4        | 1         |
| Samantha Ferris        | Nina Jarvis    | Madeleine Stolze | 2–3        |           |
| Megalyn Echikunwoke    | Isabelle Tyler | Maren Rainer     | 3–4        |           |
| Karina Lombard         | Alana Mareva   | Dagmar Dempe     | 3          | 2         |
| Billy Campbell         | Jordan Collier | Crock Krumbiegel | 4          | 1–3       |
| Jenni Baird            | Meghan Doyle   | Irina Wanka      | 4          |           |

### In weiteren Rollen
| Schauspieler             | Rolle          | Synchronsprecher                                           | Nebenrolle | Gastauftritt |
| ------------------------ | -------------- | ---------------------------------------------------------- | ---------- | ------------ |
| Richard Kahan            | Marco Pacella  | Clemens Ostermann (Staffel 1–3) Stefan Günther (Staffel 4) | 1–4        |              |
| Chilton Crane            | Susan Farrell  | Alisa Palmer Michaela Amler                                | 1–4        |              |
| Lori Ann Triolo          | Linda Baldwin  | Carin C. Tietze                                            | 1          | 2            |
| Patti Allan Helen Shaver | Barbara Yates  | Michaela Amler                                             | 1          |              |
| Jeffrey Combs            | Kevin Burkhoff | Andreas Borcherding                                        | 2–4        |              |
| Kavan Smith              | Jed Garrity    | Axel Malzacher                                             | 2–4        |              |
| Natasha Gregson Wagner   | April Skouris  | Shandra Schadt                                             | 2–3        | 4            |
| Garret Dillahunt         | Matthew Ross   | Jacques Breuer                                             | 2–3        |              |
| Jody Thompson            | Devon          | Susanne von Medvey                                         | 2–3        |              |
| Graeme Duffy             | Brady Wingate  | Manfred Trilling                                           | 2, 4       |              |
| Jordan Lasorsa-Simon     | Isabelle       |                                                            | 2          | 4            |
| Lexa Doig                | Wendy Paulson  | Natascha Geisler                                           | 2          |              |
| Summer Glau              | Tess Doerner   | Laura Maire                                                | 3–4        | 2            |
| Kathryn Gordon           | Heather Tobey  | Stephanie Kellner                                          | 3–4        | 2            |
| Tristin Leffler          | Cassie         | Elisabeth von Koch                                         | 4          |              |
| Jennifer Spence          | Joanna         | Kathrin Gaube                                              | 4          |              |

## Staffeln
Die erste Staffel wurde ab dem 11. Juli 2004 in den USA gezeigt. Aufgrund des Erfolges der Miniserie wurde eine zweite Staffel produziert und die Ausstrahlung erfolgte ab dem 5. Juni 2005.
Die Produktion der dritten Staffel begann Ende Februar 2006. Seit dem 13. Dezember 2006 wurde die dritte Staffel auf Premiere ausgestrahlt und wurde ab dem 16. Juli 2007 bis zur Absetzung drei Wochen später auch auf ProSieben gezeigt. Vom 11. Juni bis zum 27. August lief sie in den USA auf USA Network. Die Produktion der vierten Staffel begann am 26. Februar 2007 und lief ab dem 17. Juni. Auf Premiere wurde sie ab dem 29. November 2007 in deutscher Erstausstrahlung gesendet.
Am 19. Dezember 2007 wurde die Serie nach vier Staffeln abgesetzt. Eine fünfte Staffel wird es in Buchform geben und die Story soll in mindestens zwei Büchern fortgesetzt werden.

## Ausstrahlung

### Deutschland
4400 – Die Rückkehrer lief als Free-TV-Premiere am 8. Mai 2006 20:15 Uhr auf ProSieben. Eine unvollständige Auflistung gemessener Einschaltquoten und Marktanteile der ersten Staffel veranschaulicht folgende Tabelle:
| Datum                  | Zuschauer | Zuschauer       | Marktanteil | Marktanteil     | Quellen |
| Datum                  | Gesamt    | 14 bis 49 Jahre | Marktanteil | Marktanteil     | Quellen |
| Datum                  | Gesamt    | 14 bis 49 Jahre | Gesamt      | 14 bis 49 Jahre | Quellen |
| ---------------------- | --------- | --------------- | ----------- | --------------- | ------- |
| 8. Mai 2006            | 3,05 Mio. | 2,15 Mio.       | 10,8 %      | 18,7 %          | [ 3 ]   |
| 15. Mai 2006           | 2,41 Mio. | –               | –           | 14,9 %          | [ 4 ]   |
| 29. Mai 2006           | 2,29 Mio. | 1,62 Mio.       | –           | –               | [ 5 ]   |
| 5. Juni 2006           | 1,83 Mio. | 1,42 Mio.       | 5,6 %       | 10,3 %          | [ 5 ]   |
| 12. Juni 2006          | 1,45 Mio. | 0,99 Mio.       | 5,2 %       | 8,4 %           | [ 6 ]   |
| 3. Juli 2006           | 1,54 Mio. | 1,19 Mio.       | 6,2 %       | 11,4 %          | [ 7 ]   |
| 10. Juli 2006 (Finale) | 1,41 Mio. | 0,99 Mio.       | 5,8 %       | 10,0 %          | [ 8 ]   |

Trotz zurückgegangenem Zuschauerinteresse während der ersten Staffel kündigte ProSieben die Ausstrahlung der zweiten Staffel für Juli 2007 erneut im Rahmen des Mystery-Montag um 20:15 Uhr an. Eine unvollständige Auflistung gemessener Einschaltquoten und Marktanteile der zweiten Staffel veranschaulicht folgende Tabelle:
| Datum         | Zuschauer | Zuschauer       | Marktanteil | Marktanteil     | Quellen |
| Datum         | Gesamt    | 14 bis 49 Jahre | Marktanteil | Marktanteil     | Quellen |
| Datum         | Gesamt    | 14 bis 49 Jahre | Gesamt      | 14 bis 49 Jahre | Quellen |
| ------------- | --------- | --------------- | ----------- | --------------- | ------- |
| 16. Juli 2007 | 1,41 Mio. | –               | 5,8 %       | 11,2 %          | [ 10 ]  |
| 23. Juli 2007 | 1,13 Mio. | –               | 3,9 %       | 7,5 %           | [ 11 ]  |

Aufgrund schlechter Quoten setzte ProSieben die Ausstrahlung bereits nach nur drei Folgen der zweiten Staffel ab. 2008 war die Serie am Sonntagnachmittag wieder im Programm von ProSieben zu sehen. Die restlichen Folgen der dritten Staffel wurden ins Nachtprogramm von Montag auf Dienstag verlegt, jedoch vor der Ausstrahlung der vierten Staffel wieder aus dem Programm genommen.
Im Jahr 2015 wiederholte ProSieben Maxx 4400 – Die Rückkehrer samstags um 14:35 Uhr. Ab dem 31. Oktober 2015 lief auf dem gleichen Sendeplatz auch die bisher nicht ausgestrahlte vierte Staffel. Auch auf dem Pay-TV-Sender Syfy (Deutschland) war die Serie von 2012 bis 2014 mehrfach komplett zu sehen.

### Österreich
Ab dem 29. Januar 2008 wurde die Serie in Österreich von Puls 4 ausgestrahlt.

### Streaming
Die Serie wird auf Pluto TV kostenfrei gestreamt. Für den Empfang ist eine App des Dienstes erforderlich.

## Vorspann
Am Anfang jeder Episode wird seit der 3. Staffel ein Vorspann gezeigt, in dem etwas über die 4400 gesagt wird. Sozusagen eine Rückblende auf die gesamte Geschichte der letzten Staffeln. Danach beginnt die jeweilige Episode mit einer Einblendung der letzten Folge („Bisher bei den 4400 …“). Anschließend folgt das Intro und die neue Folge startet.

## DVD-Veröffentlichungen
| Staffel | Veröffentlichung | Anzahl Discs | Anzahl Episoden | Bildformat | Tonformat        | Sprachen                                         | Bonusmaterial                                                                |
| ------- | ---------------- | ------------ | --------------- | ---------- | ---------------- | ------------------------------------------------ | ---------------------------------------------------------------------------- |
| 1       | 03.11.2005       | 2            | 5               | 16:9       | Dolby, Raumklang | Deutsch (2.0), Englisch (5.1)                    | -                                                                            |
| 2       | 22.06.2006       | 4            | 13              | 16:9       | Dolby, Raumklang | Deutsch, Englisch (5.1)                          | -                                                                            |
| 3       | 12.07.2007       | 4            | 13              | 16:9       | Dolby, Raumklang | Deutsch, Englisch (5.1), Französisch (Raumklang) | 4 Featurettes / Audio-Kommentare der Schauspieler und Filmemacher / Gag Reel |
| 4       | 06.11.2008       | 4            | 13              | 16:9       | Dolby, Raumklang | Deutsch, Englisch, Französisch (5.1)             | Ein großer Sprung nach vorn (Directors Cut) / Season IV: Fraktionen im Krieg |

Neben den einzelnen Staffelboxen wurde am 6. November 2008 ebenfalls eine Complete Collection Box mit einer extra Bonus Disc veröffentlicht.

Diese Box ist nur exklusiv im Internet bei Amazon erhältlich.